# Medeltidens dans

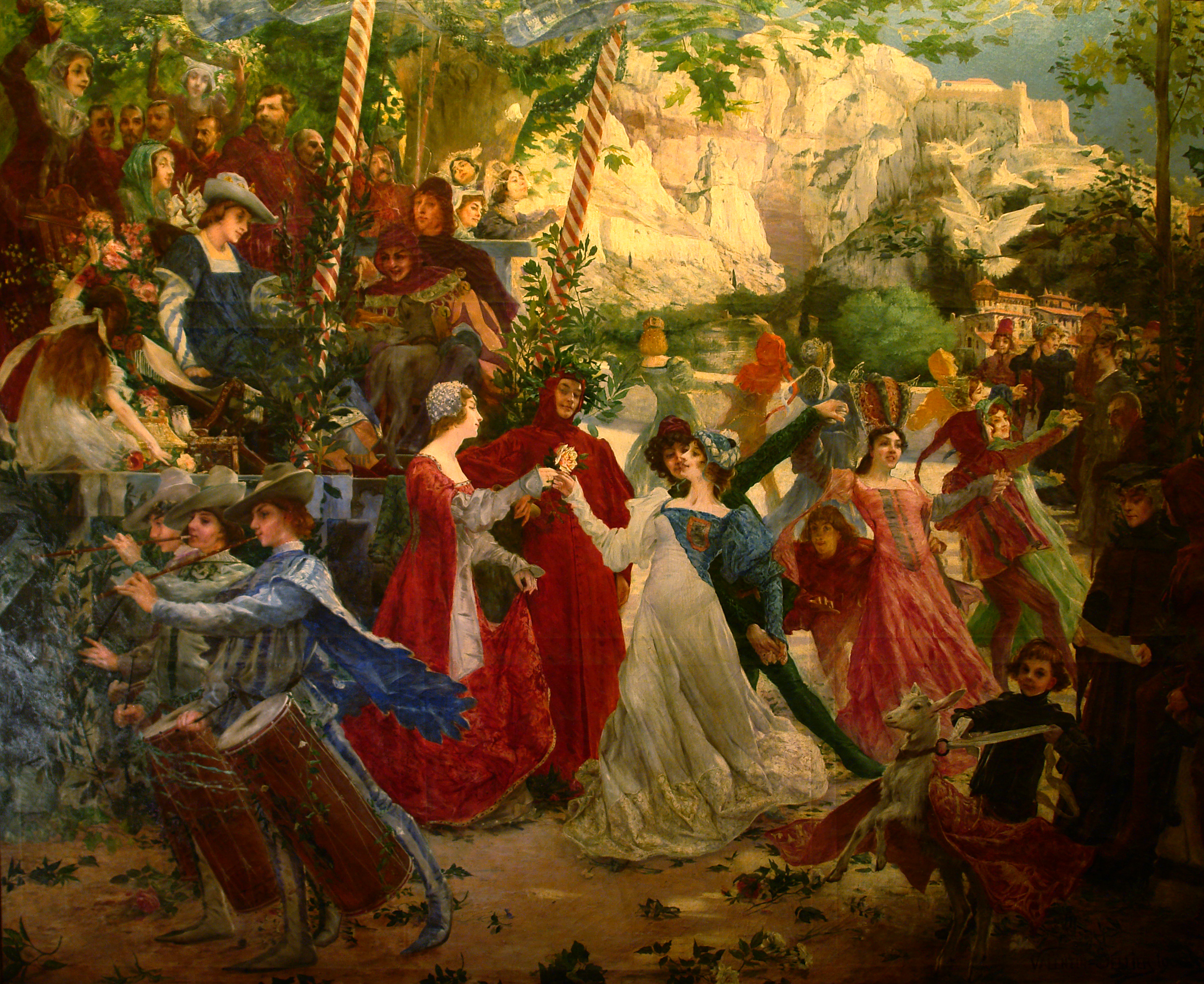
Dans under medeltiden

Medeltidens dans bestod av dansstilar anpassade till såväl profan som sakral musik. Man kan fortfarande se spår från medeltidens dans idag, till exempel folkdans.

## Dans under medeltiden (500–1400)
Dans var ett viktigt moment under fester, vid marknader och även i kyrkan. Bostäderna var ofta trånga och mörka, därför utförde man danserna utomhus.
Man kombinerade ofta dans och sång, flöjt, trumma eller säckpipa som var populära musikinstrument. Före medeltidens dans hade trubadurerna en stor roll i Provence i Frankrike. Trubadurerna blandade ett arv av grekisk, romersk och spansk kultur. Att dansa var viktigt för då fick man uttrycka sin leklystnad och livsglädje eller sorger och besvikelser. Man uttryckte sina känslor genom att dansa. När en spelman kom till byn dansade man alltid, det var dans som väckte upp intresset i staden. Man kunde dansa i flera dygn innan dansepidemin var över. Den största dansformen under medeltiden var ring- eller kedje-danser. Det var inte så ofta man dansade i par men det förekom, till exempel Estampie. Det finns ställen i Sverige där man lär ut medeltida dans, förmågan lever kvar än idag.

## Kyrklig och världslig dans
Medeltida dans kan delas in i kyrklig dans och världslig dans. Kyrklig dans skulle föreställa dansande änglar för att uttrycka glädjen över Gud. Efter ett tag tyckte man att kroppen var syndig. Alla religioner avgudade dansen men kyrkan blev rädd och fick inte kontroll över den. Man gav då dansen epitet som djävulens bländverk och gissel. Dansen framställdes som dödens dans eller danse macabre, ett arabiskt begrepp som betyder kyrkodans. Alla konster som innehöll känslor blev förbjudna inom kyrkan men att ha gudstjänster med dans vars innehåll var heligt var tillåtet, särskilt i Spanien. De mindre kyrkorna var inte lika stränga med dessa regler just för att de inte spelade någon större roll. Där förekom det ofta dans med sång och spel främst under bröllop. Inom adeln var dansen fortfarande stor och man hade parader där man bar mask. Kvinnornas kostymer kunde väga upp till 75 kilo och det är förklaringen till att dansen inte var så avancerad på den tiden. Det högre prästerskapet kunde inte acceptera detta överhuvudtaget och höll strängt på regeln. Detta ledde till att dansen förbjöds helt i mitten av 1400-talet, då dansen helt försvann ur kyrkan. Det var nu världslig dans kom till, som ett bevarande. Man dansade utanför kyrkan på bröllop och andra fester. En form av världslig dans var folkdans. Under 1200-1400-talet förekom dödsdans. 

## Dödsdansen
Dödsdans användes som kommunikation med de döda och dansades på kyrkogårdar. Syftet var att inte få de döda att återvända till de levande. Man trodde att genom livlig, högljudd och hysterisk dans och musik kunde man hålla dem borta. Man utförde även häxdans på natten för att hylla djävulen.

## Folkdans
Folkdans har egentligen sina rötter i antiken. Folkdans utvecklades mycket under tiden med nya rörelser och steg, och blev mycket populärt. Det fanns två olika typer av folkdans; pardans som var en lugn dans som innehöll mim, och ringdans som var mycket mer stimmig, högljudd och livlig.

## Carole
Carole är en ringdans som man sjöng till, och som var mycket populär under medeltiden. Carole finns i två olika former, Farandole är en form. Branle var en annan, som dansades i en sluten ring. Av branle kom skridna dansen. Branle kunde utföras i många olika steg, branle simple, branle double och branle gay. Steg ur branle förekom i många nordiska folkdanser. Steg ur kvaddansen som man dansar på Färöarna eller i långdans på Orsa är bara två exempel på branle simple. Långdansen som Linné beskrev vid sin resa i Mora socken är steg från branle double. 

## Estampie
Estampie är en pardans där man dansade antingen kille och tjej eller två tjejer och en kille. Estampie är en dans med karaktär vilket skiljer den från många andra danser under medeltiden. Man lade mycket vikt vid utförandet. Estampie dansades med många olika steg och varianter. Den italienska dansen bassa danza från renässansen skapades ur estampie.

## Balettens utveckling
Sällskapsdansen vid hovet var en början på baletten. Man ordnade stora föreställningar med sång, teater och dans i Italien och Frankrike. Föreställningarna kallades ballo eller baletto. Man fick där använda sig av improvisation. Baletten har alltså sina rötter från Italien. Detta ledde till en konstform och krävde senare professionella dansare. Den första uppsatta baletten dansades 1581. Det var i Frankrike och hette Ballet comique de la Reine, och hade ett grekiskt motiv. Tidigare hade dansen överlag varit ett bakgrundsmoment men det var först nu dansen fick blomma ut och ta plats på riktigt.

### Fotnoter
1. 1 2 3 4 5  Wahlström
2. 1 2 3  folkmusikhuset
3. ↑  kalmarsmuseum
4. 1 2  vasa.abo.fi
5. ↑  Wahlström,